# Barfleur
Barfleur ist eine französische Gemeinde im Département Manche in der Region Normandie. Sie hat 545 Einwohner (Stand 1. Januar 2022) und ist als eines der Plus beaux villages de France (Schönste Dörfer Frankreichs) klassifiziert.

## Toponymie
-fleur (Skandinavisch floth) bedeutet Fluss und das Skandinavische barmr bedeutet Brust, also Kap.
François de Beaurepaire ist aber der Auffassung, dass das erste Element aus dem Patronym Barbay oder Barbey stammt, was letztendlich der Bärtige bedeutet.

## Geografie
Das Dorf liegt ca. 28 Kilometer östlich von Cherbourg-Octeville auf der Cotentin-Halbinsel am Ärmelkanal in der Landschaft Val de Saire.
Die Tatsache, dass Barfleur in die Liste der schönsten Dörfer Frankreichs aufgenommen wurde, ist dem Granit zu verdanken: alle Gebäude wurden aus dem hier anstehenden Granit des armorikanischen Massivs gebaut.
Das Pointe de Barfleur ist im benachbarten Gatteville-le-Phare gelegen und bildet die nordwestliche Grenze des Baie de Seine.
Die französische Regierung untersucht den Bau von Meeresströmungskraftwerken im Raz Barfleur (genauso wie in der Straße von Alderney), wo die Gezeitenströmungen stark sind.

### Verkehrsanbindung
Barfleur wird von der vom Département Manche betriebenen Buslinie Manéo Nr. 13 angefahren (Buslinie Barfleur–Valognes). Damit ist die Bahnstrecke Paris–Caen–Cherbourg in Valognes mit den öffentlichen Verkehrsmitteln erreichbar.

## Geschichte
Im Mittelalter war Barfleur ein wichtiger Hafen und Schiffbauplatz der Normandie mit bis zu 9000 Einwohnern. Während der Personalunion zwischen dem Königreich England und dem Herzogtum Normandie (1066–1204) war Barfleur der beliebteste Hafen der Herrscher, um nach England (meist Southampton) überzusetzen. So segelte Wilhelm der Eroberer von Dives-sur-Mer aus, begleitet von einem Lotsen aus Barfleur, Étienne, auf dem Schiff Mora, um England mit der Schlacht bei Hastings zu erobern. 1120 sank das Weiße Schiff, das den englischen Thronfolger und zahlreiche Adlige trug, kurz nach der Ausfahrt aus dem Hafen.
Siehe auch: Seeschlacht von Barfleur

## Bevölkerungsentwicklung
| Jahr      | 1962 | 1968 | 1975 | 1982 | 1990 | 1999 | 2010 | 2018 |
| Einwohner | 847  | 837  | 703  | 619  | 599  | 642  | 643  | 564  |

## Sehenswürdigkeiten
- Kirche St-Nicolas aus dem 17. Jahrhundert, Monument historique seit 1988
- Geburtshaus der hl. Maria Magdalena Postel

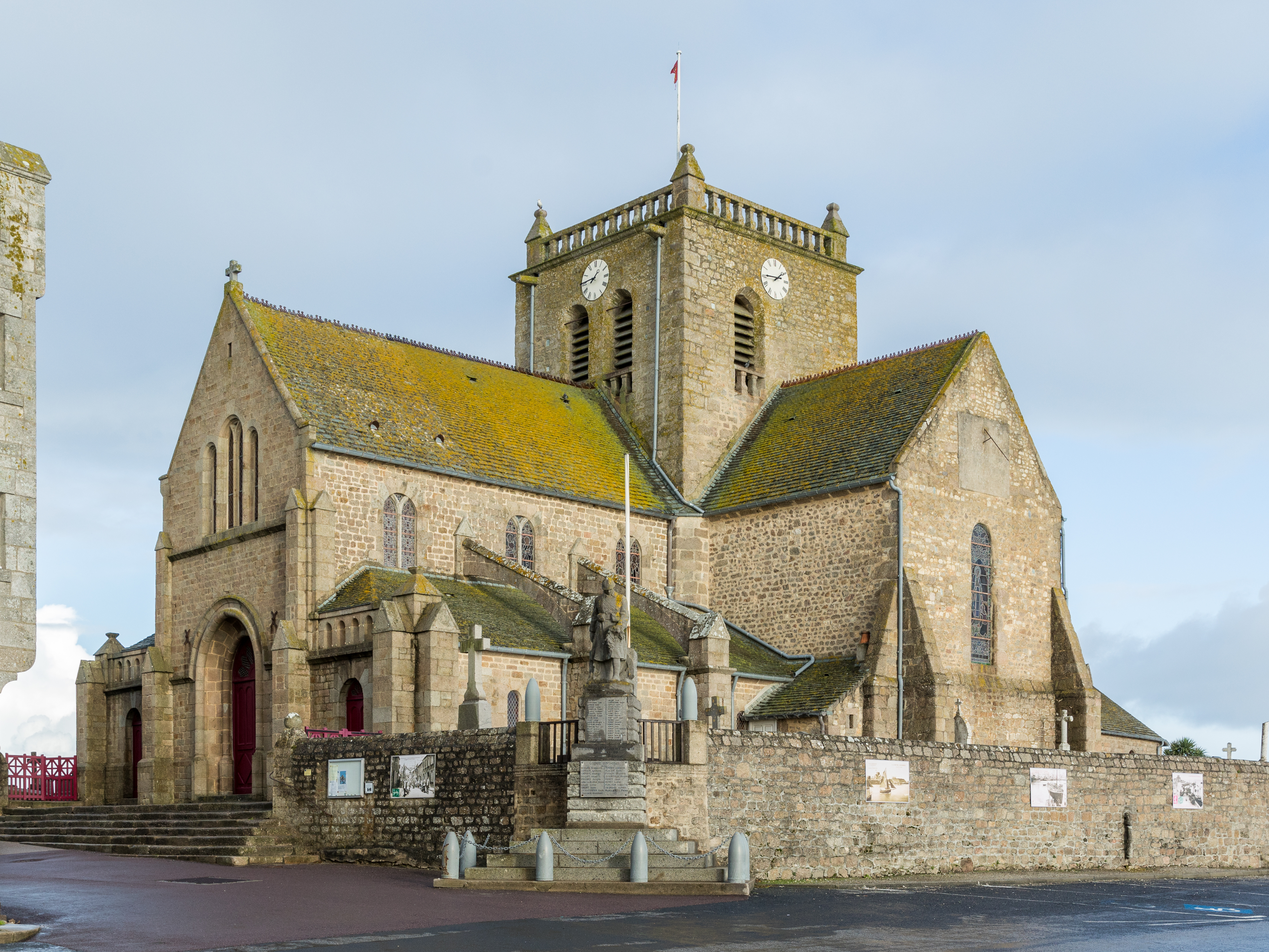
Kirche St-Nicolas in Barfleur
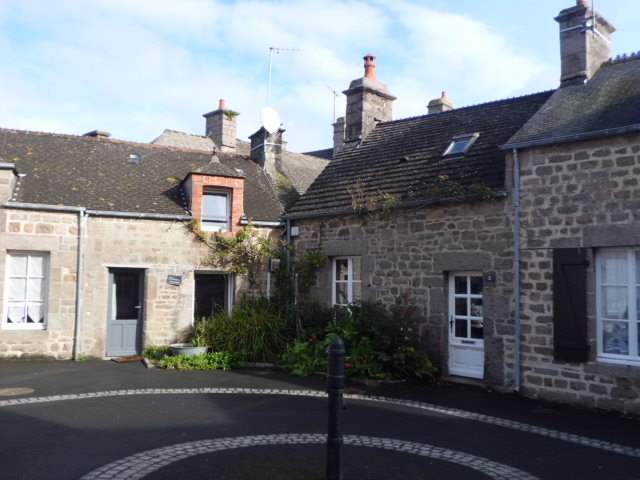
Alte Fischerhäuser in Barfleur

## Meeresenergie
Genauso wie im Raz Blanchard lässt sich die Gezeitenkraft im Raz de Barfleur erschließen.

## Persönlichkeiten
- Maria Magdalena Postel (1756–1846), katholische Ordensgründerin